# Handball Club Cassa Rurale Pontinia
L'Handball Club Cassa Rurale Pontinia, nota anche come Pallamano Pontinia, è una società di pallamano femminile con sede nella città di Pontinia, in provincia di Latina. Milita in Serie A1, la massima serie del campionato italiano, e disputa le partite casalinghe presso il palazzetto dello Sport Marica Bianchi di Pontinia.

## Storia

### Gli inizi
Tutto questo nasce dietro gli stimoli dei ragazzi e ragazze, i professori e la Preside della scuola media G. Verga di Pontinia, infatti i ragazzi/e che ogni anno partecipavano con grande successo ad ogni edizione dei Giochi della Gioventù, ma puntualmente tutto si disperdeva ad ogni fine dell'anno scolastico.
Infatti nel 1992/1993 in via Guglielmo Marconi 62/64 cap. 04014 Pontinia nasce la società "Handball Club Pontinia"
A firmare l'atto costitutivo della società furono Mario Tortorelli Presidente fondatore, Prof. Antonio Trani Consigliere,  Prof. Marcello Azzoli Consigliere, consigliere Rinaldo De Renzi, consigliere Alfredo Rocci, consigliere Dott. Eligio Tombolillo medico sociale.
Nel 1993/1994 è stata formata anche la squadra femminile. Fin da subito i risultati hanno dato ragione a chi ha voluto intraprendere questa iniziativa. Infatti la società si è strutturata ancora meglio con la presenza di alcuni genitori nel consiglio d'amministrazione, infatti il Presidente Mario Tortorelli porta il nuovo sponsor la banca locale Cassa Rurale ed Artigiana dell'Agro Pontino, la quale a partire dalla stagione 1993/1994, diventava il principale sponsor, dando origine alla nuova società “Handball Club Cassa Rurale Pontinia” infatti la società si e ristrutturata: Presidente Mario Tortorelli, Presidente onorario Agostino Palombi CRA, Consigliere Prof.  Antonio Trani, Consigliere Prof. Marcello Azzoli Consigliere Rinaldo De Renzi tesoriere CRA, Consigliere Sergio Canali CRA, Consigliere Enrico Luppi CRA, Consigliere Sergio Zoia, Consigliere Alfredo Rocci, Consigliere Eligio Tombolillo Medico Sociale.
Dopo qualche successo di carattere locale, che avveniva nelle prime stagioni, è proprio nel 1994/95 si consolidava la volontà di farsi conoscere al di fuori delle proprie mura. I risultati ottenuti pagavano questo desiderio, avendo conquistato titoli giovanili regionali e giochi della gioventù, ma soprattutto imponendosi con le ragazze nel torneo “Calise”, manifestazione internazionale per selezioni giovanili, che si svolge annualmente a Gaeta (LT).
Nel 1995 il presidente Mario Tortorelli decide di dare le dimissioni, d'accordo con tutto il Consiglio d'amministrazione si decide di fare presidente Armando Periati. 

### La Serie A2 e la prima promozione
La squadra si conferma un buon collettivo e dal 1997 al 2005 rimane costantemente nelle prime posizioni del suo raggruppamento in Serie A2, eccezion fatta per la stagione 2000-2001 che si conclude con un mesto ottavo posto.
La stagione 2005-2006 è però quella della svolta: dominato il Girone B con una sola sconfitta in quattordici gare, la Cassa Rurale Pontinia si appresta ad affrontare la Poule Promozione contro Bancole, Venus Marsala e Herberia. Nella gara d'esordio Pontinia vince contro Venus e Bancole si sbarazza dell'Herberia; nella seconda giornata c'è un pareggio clamoroso tra Venus e Bancole: con una vittoria contro Herberia le pontine centrerebbero la loro prima storica promozione. La partita è tesa, molti errori ma alla fine la gioia: Pontinia batte Herberia per 28-27 e viene promossa in Serie A1. Diventa quindi ininfluente per il futuro della Cassa Rurale il match contro Bancole, che si conclude con la vittoria delle lombarde per 34-29 che centrano anch'esse la promozione.

### La Serie A1
La prima storica partecipazione del sodalizio guidato da Mauro Bianchi è datato 7 ottobre 2006: l'esordio non è quello dei più semplici, visto che la Cassa Rurale (dopo aver osservato il turno di riposo alla prima giornata) alla seconda giornata fa visita al Sassari campione d'Italia in carica. Per ottenere i primi punti bisogna però attendere fino alla quinta giornata, quando Pontinia, ospite del Venus Marsala ripescata in A1, ottiene la prima vittoria esterna in A1 per 26-29. Confermato l'alto livello delle avversarie in A1, la seconda vittoria arriva sempre contro il Venus, questa volta a Pontinia, con un netto 33-24. Il 17 marzo 2007 vince la sua terza gara contro l'HC Messana: tuttavia, le sole tra vittorie in tutto il campionato non permettono alla squadra di coach Antonio Trani di salvarsi. L'unica gioia al termine della stagione è il quinto posto in classifica marcatrici di Trulli con 153 reti.

### Il ritorno e lo stagnamento in seconda divisione
Negli anni del post-A1 la Cassa Rurale è andata vicina alla promozione solamente in due occasioni: nella stagione 2008-2009 dopo aver perso solamente una gara sulle dodici disputate e dopo essersi qualificata al primo posto nel girone al termine della regular season, partecipa ai playoff. Alle semifinale si sbarazza facilmente del Fondi e in finale incontra Conversano, unica squadra riuscita a battere le laziali. In gara1 Conversano si aggiudica la partita per 19-17; in Lazio, la Cassa Rurale vince, ma non riesce a ribaltare il risultato (19-18) per la differenza reti favorevole alla Lombardi Ecologia Conversano.
Nel 2015-2016 a dominare il Girone E di seconda divisione è il Flavioni Civitavecchia; a lottare per il secondo posto con la Cassa Rurale c'è il Cingoli. Chiusa la regular season davanti a Cingoli di un solo punto, il duello si ripropone in semifinale playoff: ad avere la meglio sono le marchigiane, che chiudono la contesa già in gara1 con una vittoria netta (30-19) rendendo inutile la vittoria per 25-17 del Pontinia nel match di ritorno.

### Il presente
Nella stagione 2019-2020, con il campionato chiuso in anticipo causa emergenza sanitaria al secondo posto dietro l'Erice, il presidente Mauro Bianchi decide di premiare l'organico della Cassa Rurale Pontinia facendo domanda per il ripescaggio in Serie A1. Viste le defezioni per la stagione 2020-2021 di Brescia e Casalgrande, la Federazione decide di accettare la richiesta e il Pontinia torna in Serie A1 dopo quindic'anni dalla prima volta.

## Partecipazione ai campionati
| Livello | Categoria | Partecipazioni | Debutto   | Ultima stagione | Totale |
| ------- | --------- | -------------- | --------- | --------------- | ------ |
| 1º      | Serie A1  | 6              | 2006-2007 | 2024-2025       | 6      |
| 2º      | Serie A2  | 26             | 1993-1994 | 2019-2020       | 26     |

## Palmarès

### Competizioni giovanili
- Campionato italiano di pallamano femminile U20: 2

2005-06, 2006-07
- Campionato italiano di pallamano femminile U17: 1

2004-05
- Campionato italiano di pallamano femminile U16: 3

2001-02, 2002-03, 2003-04

## Rosa 2024-25

### Giocatrici
| N° | Naz.                  | Ruolo | Sportivo           | Anno |  |  |
| -- | --------------------- | ----- | ------------------ | ---- |  |  |
| 1  | Italia (bandiera)     | P     | Martina Sitzia     | 2003 |  |  |
| 16 | Italia (bandiera)     | P     | Clelia Peppe       | 2003 |  |  |
| 89 | Cile (bandiera)       | P     | Antonella Piantini | 1992 |  |  |
| 4  | Italia (bandiera)     | A     | Luisella Podda     | 2003 |  |  |
| 6  | Italia (bandiera)     | A     | Samia Saraca       | 2004 |  |  |
| 11 | Italia (bandiera)     | PV    | Eleonora Colloredo | 2001 |  |  |
| 15 | Italia (bandiera)     | T     | Ramona Manojolvić  | 2002 |  |  |
| 19 | Italia (bandiera)     | T     | Miriam Apuzzo      | 2007 |  |  |
| 23 | Italia (bandiera)     | A     | Cecilia D'Ambrosio | 1996 |  |  |
| 25 | Montenegro (bandiera) | T     | Tamara Jovičević   | 1998 |  |  |
| 27 | Italia (bandiera)     | T     | Irene Stefanelli   | 1998 |  |  |
| 28 | Italia (bandiera)     | PV    | Alessia Giardino   | 2006 |  |  |
| 77 | Serbia (bandiera)     | T     | Sandra Radović     | 1998 |  |  |
| 93 | Italia (bandiera)     | T     | Martina Crosta     | 1993 |  |  |

### Staff
- Allenatore:  Nikola Manojlović
- Co-allenatore:  Giovanni Nasta
- Assistente:  Giuseppe Saraca
- Assistente:  Paola Pedretti
- Medico sociale:  Simone Orelli
- Fisioterapista:  Mariangela Alviti
- Mental coach:  Roberto Di Pirro
- Team Manager:  Armando Bellachioma
- Addetto stampa:  Giuseppe Baratta